# Тамассос
Тамассос (греч. Ταμασσός) — древний город-государство в центральной части Кипра, имеющий большое археологическое значение. Руины Тамассоса располагаются в 21 км к юго-западу от столицы страны Никосии.

## История города
В отличие от других древних городов Кипра, нет никакой точной информации об истории возникновения и древнейших традициях Тамассоса. Старейшим источником, упоминающим Тамассос, является поэма Гомера «Одиссея», где некий Мент говорит: «По винно-чёрмному морю плыву к чужеземцам за медью в город далекий Темесу, а еду с блестящим железом». Хотя нет точных доказательство, что указанные Гомером город Темеса является именно Тамассосом. Ещё одним автором, упоминающим Тамассос, является Стефан Византийский, который описывает его как город, лежащий на равнине, с медным производством отличного качества. Тамассос также упоминается среди десяти городов-государств Кипра, плативших вассальный налог ассирийцам, в анналах (табличках) царя Асархаддона (680—669 годы до н. э.).
Древнейшие находки археологов в этом районе датируются энеолитом, а обнаруженные здесь захоронения относятся к концу бронзового века. Вероятнее всего, первоначально в этой области находилось поселение фермеров, которое после открытия медных рудников превратилось в город. Таким образом, медь стала основным богатством города, благодаря которому он процветал многие столетия. Торговля ею стала основой экономики не только города, но и всего острова. После начала добычи меди население города сильно возросло, а также значительно увеличилась плотность населения в близлежащих деревнях (Кампия, Марга, Котсиатис и Матиатис). Даже имея такие преимущества, Тамассос не добился процветания подобно Саламину и Пафосу из-за того, что находился в центральной части острова и не имел выхода к морю. Он был промышленным городом с развитым земледелием и животноводством благодаря окружающим его плодородным землям, которые орошались рекой Педиэос. Ещё одним доказательством процветания города в архаический период являются обнаруженные археологами две богато отделанные гробницы местных правителей. Особое внимание заслуживает так называемая «гробница № 5», архитектурное оформление которой отражает местную традицию и культурные контакты древнего Кипра в эпоху архаики. Гробница выстроена в камне, но многие детали имитируют деревянные прообразы.

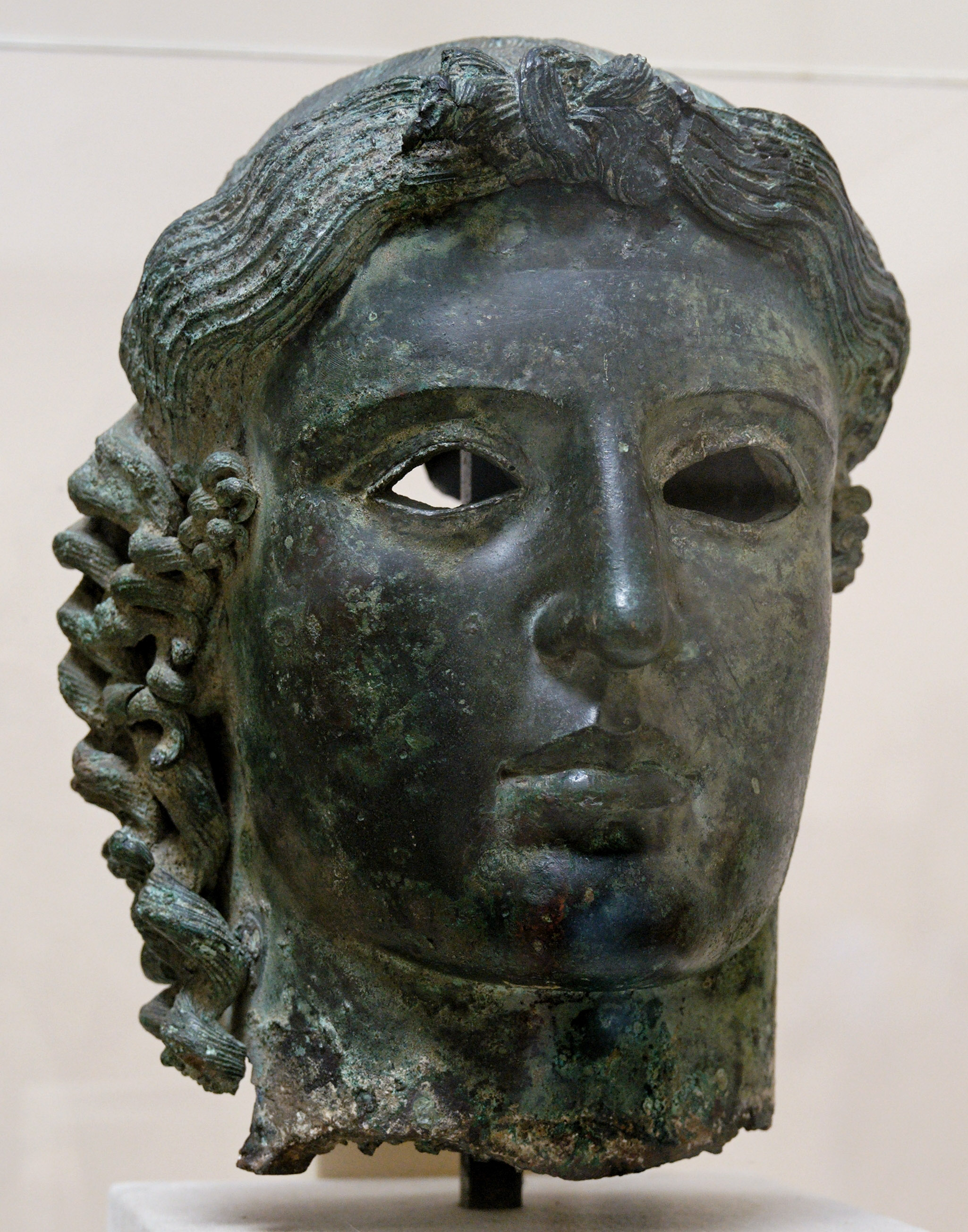
Фрагмент статуи Аполлона (460 год до н. э.), найденный в Тамассосе в 1836 году.

Большое влияние на регион оказывали греки, что видно из культа многих древнегреческих богов. Как и в других городах Кипра в Тамассосе был распространён культ Афродиты, которой был посвящён храм. Но в IV веке до н. э. город попал под влияние финикийцев, после того как местный царь Пасикипрос продал его из-за своего расточительства властителям Китиона за 50 талантов, а на полученные деньги отправился в город Аматус, чтобы там провести оставшуюся жизнь. После захвата Кипра Александром Македонским, он подарил Тамассос царю Саламина Пнитагору, который помог ему в осаде и захвате Тира.
После прихода христианства на Кипр в Тамассосе появилась одна из первых греческих православных епископальных кафедр на острове. Его первыми епископами были святой Гераклеидиос и святой Мнасон. Тамассос пришёл в упадок к X веку из-за истощения медных рудников. Со временем древний античный город был заброшен, а на его месте образовались несколько небольших поселений, таких как Политико и Епископейо. В настоящее время термин Тамассос обозначает область, в которой помимо упомянутых поселений, находятся ещё деревни Псималофу, Пера-Оринис, Эргатес, Кампия, Аналионтас и Капедес.

## Раскопки

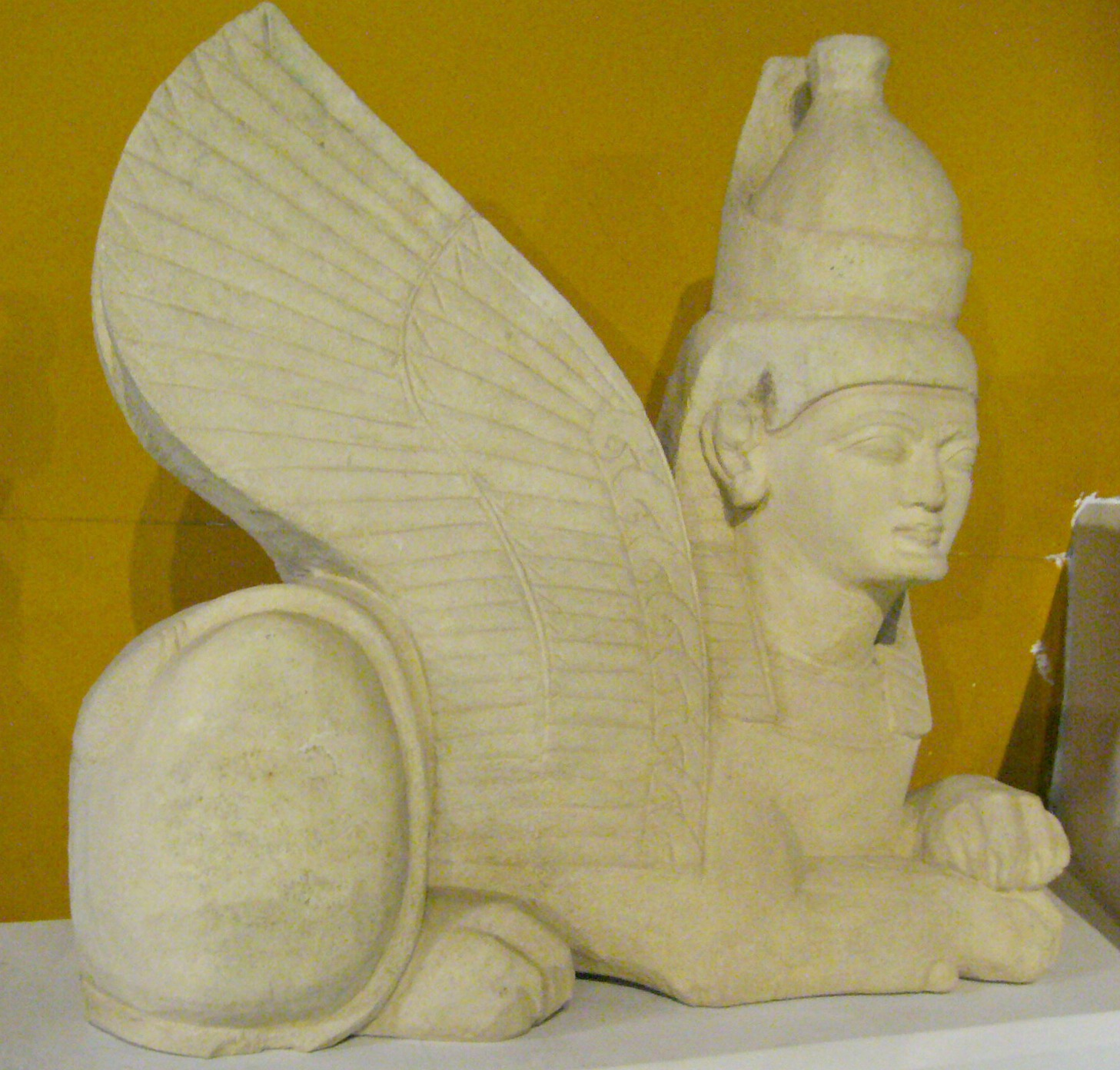
Статуя сфинкса из Тамассоса. VI век до н.э. Кипрский археологический музей, Никосия

В Тамассосе не проводились значительные археологические раскопки, так как предполагаемый центр города, в котором были расположены основные общественные здания и храмы, находится под нынешней деревней Политико и близлежащим монастырём святого Ираклидия. Те немногочисленные раскопки, что были проведены между 1970 и 1990 годами, выявили многие древние артефакты города архаического, классического и эллинистического периода.
Наиболее важным археологическим объектом является обнаруженный храм Афродиты с крупным алтарём, относящийся к 600—475 годам до н. э., две царские могилы и несколько других богатых захоронений. Также были раскопаны укрепления, окружавщие город в архаический период, установки для обработки меди, глиняные и каменные статуэтки, а также различные сосуды, курильницы и масляные лампы. Обнаруженный храм Кибелы (Матери богов) свидетельствует о широком почитании этой богини, также имеются доказательства поклонения Асклепию, Дионису и Аполлону, бронзовая статуя которого была найдена вблизи города. На египетское художественное влияние на острове указывают найденные скульптуры двух сфинксов и четырёх крадущихся львов, датируемые VI веком до н. э. (скульптуры хранятся в Кипрском археологическом музее в Никосии). Оба обнаруженных в городе храма, судя по раскопкам, были разрушены во время восстания против персов в 499—498 годах до н. э., но вновь восстановлены в новом облике с началом эллинизма.
К северо-востоку от храма Афродиты был обнаружен некрополь Тамассоса. Помимо него были раскопаны три кладбища, первое из которых восходит к железному и бронзовому веку, второе — к архаическому периоду, а третье — к эпохе эллинизма и римского владычества.